# 魚鷹礁
13°54′29″S 146°36′55″E / 13.90806°S 146.61528°E

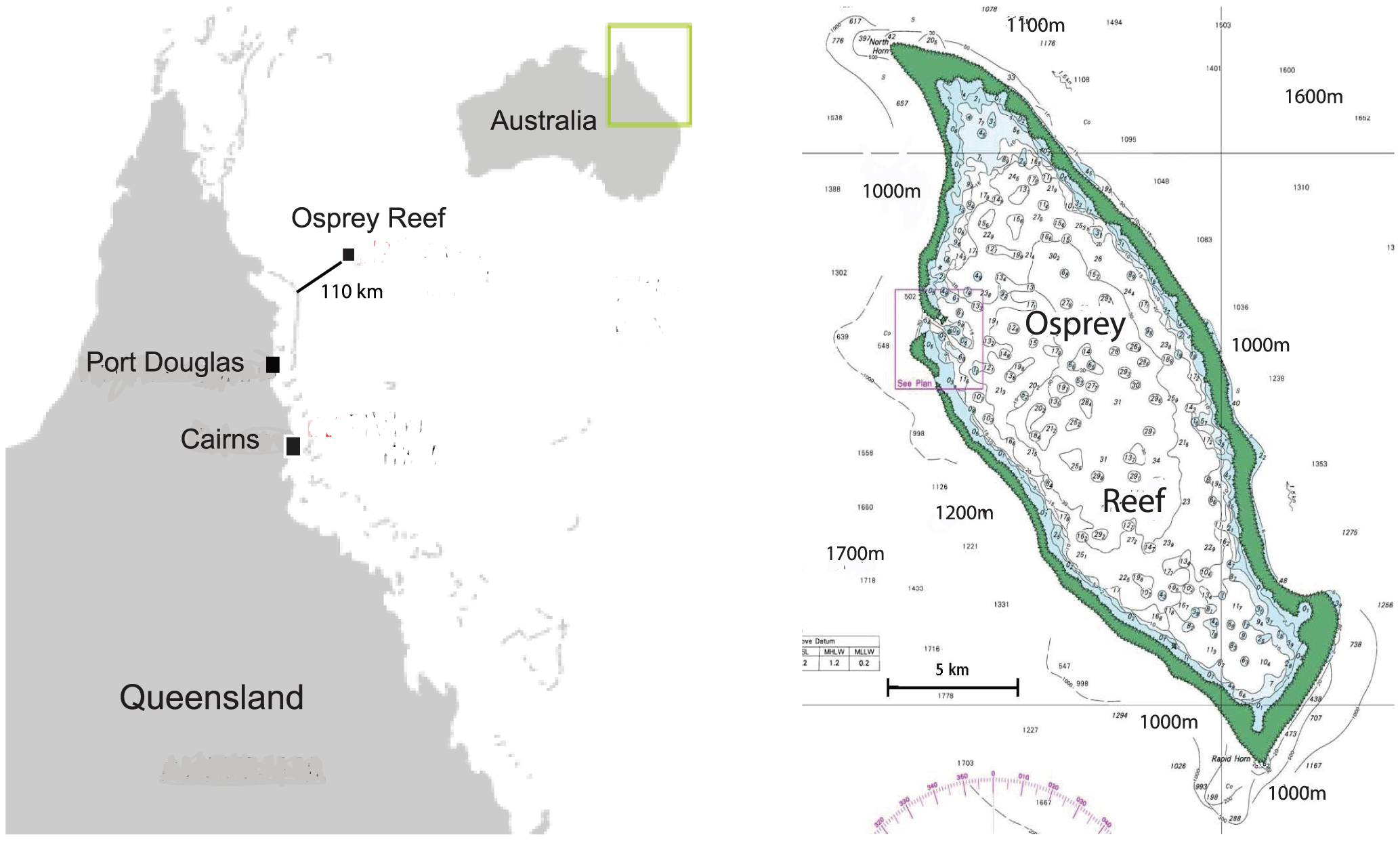
魚鷹礁的水深图，顯示它位處大堡礁以北110 km

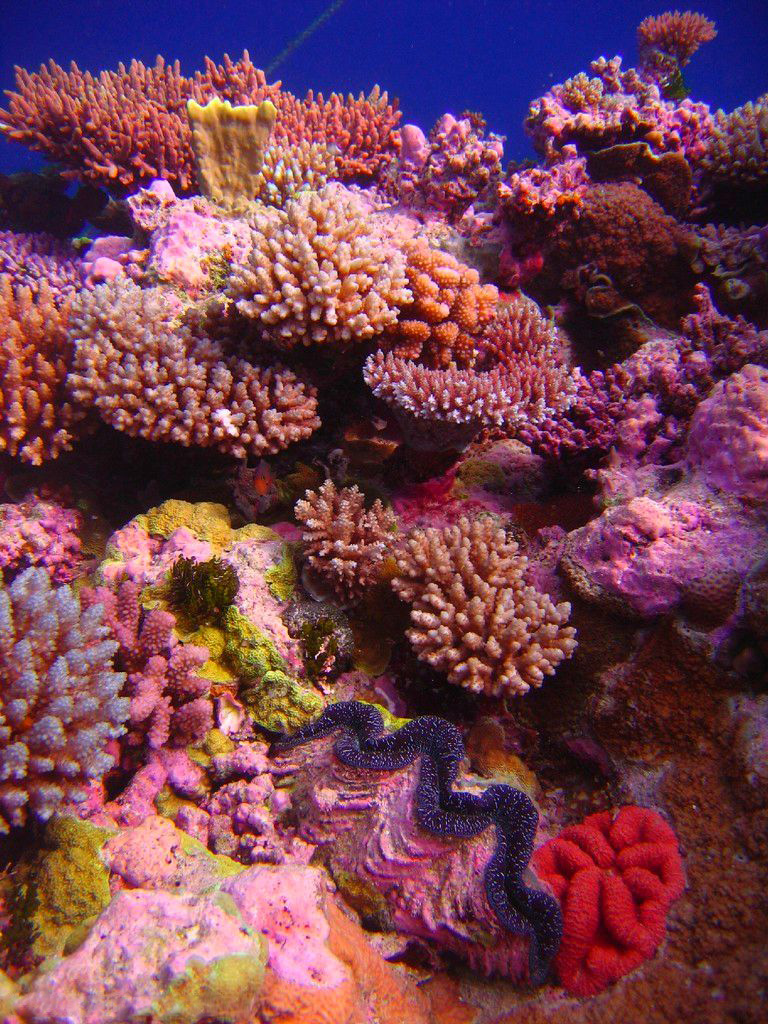
生長於魚鷹礁的鹿角珊瑚和巨蚌

魚鷹礁，位處澳大利亞昆士蘭州東北部珊瑚海的一個環礁，為珊瑚海群岛的一部分，屬澳大利亚的外岛领地。魚鷹礁大致呈橢圓形，長25 km（16 mi），闊12 km（7.5 mi），面積為195 km2（75 sq mi），周长達69.5 km（43.2 mi），潟湖最深處為30米（98英尺）。該處曾被評為「終極礁石潛水地點」（ultimate reef diving adventure）。

## 外部連結
维基共享资源上的相關多媒體資源：魚鷹礁